# Maria Teresa Piquer i Biarnès
Maria Teresa Piquer i Biarnès és una pedagoga de Reus (Baix Camp), El 2000 va rebre el Premi d'Actuació Cívica de la Fundació Lluís Carulla perquè, com a inspectora d'ensenyament, ha dut a terme una actuació continuada a favor de l'escola catalana a les comarques de Tarragona, la qual és reconeguda i valorada molt positivament pels diversos àmbits del món educatiu: professorat i pares i mares d'alumnes. ha estat considerada una de les impulsores de la immersió lingüística a Reus. Forma part del patronat de la Fundació Reddis. A les eleccions municipals espanyoles de 1995 fou escollida regidora de l'ajuntament de Reus per CiU, tot i que fou substituïda poc després.